# Hans Lagerwall
Hans Lagerwall, född 1 mars 1941 i Göteborg, död 5 oktober 2022 i Göteborg, var en svensk fäktare. Han tävlade för Göteborgs FK. Hans syster, Christina Haarlem (tidigare Lagerwall), tävlade också vid OS i Rom 1960.
Lagerwall tävlade i både florett och värja för Sverige vid olympiska sommarspelen 1960 i Rom. Han var en del av Sveriges lag som slutade på femte plats i värja efter förlust mot Italien i kvartsfinalen. I laget ingick även Berndt-Otto Rehbinder, Göran Abrahamsson, Orvar Lindwall, Carl-Wilhelm Engdahl och Ulf Ling-Vannérus. I det individuella fäktandet åkte Lagerwall ut i den första omgången i både florett och värja.
Vid olympiska sommarspelen 1964 i Tokyo slutade Lagerwall på delad nionde plats i värja. I lagtävlingen i värja var han med i Sveriges lag som slutade på fjärde plats efter förlust i bronsmatchen mot Frankrike. 
Lagerwall tog guld vid JVM i värja 1961. Han deltog i världsmästerskapen i fäktning 1959, 1961, 1962, 1963 och 1966, där han tog silver 1961 i värja. Lagerwall deltog även i lagtävlan 1961, 1962, 1963 och 1966, där Sverige tog silver 1962 samt brons 1961 och 1966.
Han tog SM-guld i värja 1960 och 1962. Lagerwall tog SM-guld i lagvärja 1961 och 1963 tävlande för Göteborgs FK. Han tog SM-guld i florett 1957 och 1960. Lagerwall tog SM-guld i lagflorett 1957, 1960, 1961 och 1962.